# Valebø Station
Valebø Station (Valebø stasjon) er en tidligere jernbanestation på Bratsbergbanen, der ligger ved byområdet Valebø i Skien kommune i Norge.
Stationen blev åbnet 23. december 1917. Den blev fjernstyret 20. december og gjort ubemandet 1. januar 1973. Betjeningen med persontog ophørte 13. juni 2004, men der er stadig krydsningsspor som det eneste sted på banen mellem Skien og Nordagutu. Samme strækning kaldes i øvrigt også af og til for Valebøbanen efter Valebø Station.
Stationsbygningen er opført i rødmalet træ i nybarok stil efter tegninger af Gudmund Hoel og Eivind Gleditsch. Den er i dag privat bolig og er klassificeret som bevaringsværdig af NSB.